# 松山城 (備中国)

代表紋章:水谷氏の左三つ巴

松山城（まつやまじょう）は、岡山県高梁市内山下にあった日本の城（山城）。別名高梁城（たかはしじょう）。各地にある同名の城との混同を避けるため、一般的には備中松山城（びっちゅうまつやまじょう）と呼ぶことが多い。
日本100名城の一つ。現存天守12城の一つでもあり、この中で唯一の山城である。臥牛山山頂（標高487m）から南稜線にかけて遺構が残っており、そのうち一つである小松山城跡に現存天守（標高430m）がある。

## 概要
城のある臥牛山（松山）は4つの峰からなり、小松山に本丸・二の丸・三の丸が階段状に配され、大松山、天神の丸、前山にも遺構がある。海抜約430mの臥牛山小松山山頂の本丸へは、麓の城下町から約1,500m、1時間ほどの道のりがある。この城は戦に備えて建設された「詰の城」であり通常はあまり使われていなかったと思われる。
江戸期の備中松山藩時代は山城で不便なため、山麓の城下町に「御根小屋」と呼ばれる藩主の御殿と家来の武家屋敷群を構え、そこで藩の政務を行った。現在、御根小屋の跡地は岡山県立高梁高等学校となっている。
備中（岡山県西部）は小藩に細分化され、倉敷のような幕府の直轄地もあったので備中松山藩の石高は６万石ほどであった。
城跡が国の史跡に指定され、江戸時代に建造された天守、二重櫓、土塀の一部が重要文化財に指定されている。そのほかに石垣、復元された櫓、門、土塀が現存する。日本三大山城の一つとされる。

## 歴史・沿革

### 鎌倉時代 - 安土桃山時代
仁治元年（1240年）、秋庭三郎重信が備中有漢郷（現・岡山県高梁市有漢町）の地頭となり大松山に最初の城を築いた。元弘年間（1331年頃）、高橋宗康が小松山まで城を拡張した。
城主は時代と共に上野氏、庄氏、三村氏と変遷する。戦国時代、三村元親の時代には大松山・小松山を範囲とする一大城塞となった（現在も石垣の一部が残る）。
元亀元年（1570年）には元親が備中に兵を進めた宇喜多直家を迎え撃つために出撃した際に、直家と通じた庄高資・庄勝資親子に松山城を占拠されるという事態が起こったが、翌元亀2年（1571年）2月に穂井田元清の協力の下で庄高資を討ち、松山城を奪還した。天正2年（1574年）、三村元親は毛利氏から離反し織田信長に寝返った。翌年にかけて、三村氏と毛利氏の争いが続く（備中兵乱）。城は毛利方の小早川隆景により落され、元親は自害した。備中兵乱の後、毛利氏の領有となった。

### 江戸時代
近世を通じ、城主は池田氏、水谷氏、安藤氏、石川氏と入れ替わり、最後の城主は板倉氏であった。
慶長5年（1600年）関ヶ原の戦いで毛利氏が西軍につき敗れた後、江戸幕府が城番（小堀正次・政一）を置いた。この頃、麓に御根小屋が築かれた。
元和3年（1617年）、池田長幸が入城し、6万3000石で立藩するが、寛永18年（1641年）、2代長常が嗣子なく没したため同家は廃絶。備後福山藩主の水野勝成家臣が城番となった。
翌寛永19年（1642年）、水谷勝隆が5万石で入封。2代勝宗は天和元年（1681年） - 天和3年（1683年）にかけて天守建造など3年にわたる大修築を行い、城は現在の姿となった。しかし、3代勝美は嗣子なく元禄6年（1693年）10月に死去。その養子となった勝晴はわずか1か月後の同年11月に13歳で早世し、水谷家は断絶した。
水谷家断絶後は赤穂藩主・浅野長矩が城の受取りにあたり、家老・大石良雄が城番となった。松山城下で浅野・大石主従はよろしくない評判となった記録が残る。のちに水谷家は勝美の弟・水谷勝時が3000石の旗本（勝英の代に500石が加増）として再興され明治に至る。
元禄8年（1695年）、安藤重博が6万5000石で入封するが、正徳元年（1711年）に転封。同年、石川総慶が6万石で入封した。延享元年（1744年）、石川氏が転封になると、板倉勝澄が5万石で入封し、明治時代まで板倉氏が8代続いた。
慶応4年1月18日（1868年2月11日）、戊辰戦争で朝敵とされた松山藩は執政であった陽明学者・山田方谷の決断で無血開城した。

### 近現代
明治6年（1873年）、廃城令が公布され、御根小屋は取り壊された。山城は新政府によって7円(現在の約5万円)で商家に売却された。しかしあまりにも不便な場所にあることから山上の建物は解体されずに放置・荒廃が進み、天守はツタが生い茂り崩壊寸前、天守脇にあった八の平櫓にいたっては倒壊した。昭和初期、高梁中学校教諭の信野友春が山城を調査しその詳細な記録を『備中松山城及其城下』に著し刊行する。信野の著書を契機に山上の建物が修復の機運が高まり、修復のために高梁町によって1万8000円の予算が組まれた。昭和5年（1930年）から昭和15年にかけて工事が進められ、二重櫓・天守の順で修理が行われた。この修復において地元の小学生から高校生の協力もあって、約2万枚の瓦の搬入がされた。
昭和16年（1941年）には天守、二重櫓、三の平櫓東土塀の3棟が当時の国宝保存法に基づく国宝（旧国宝、現行法の「重要文化財」に相当）の指定を受ける。これら3棟は、昭和25年（1950年）、文化財保護法の施行により、重要文化財となった。昭和31年（1956年）11月7日には城跡が国により史跡に指定される。昭和32年から昭和35年にかけての「昭和の大修理」では天守の部分修理、二重櫓と土塀の解体修理が行われた。昭和35年（1960年）、高梁市が管理団体となる。平成6年（1994年）より本丸の復元整備が行われ、本丸南御門、東御門、腕木御門、路地門、五の平櫓、六の平櫓、土塀などが復元された。平成18年（2006年）4月6日、日本100名城（68番）に選定された。

## 天守
松山城の天守は、構造などは不明であるが毛利氏時代から、小堀氏が城番で入城する慶長の間にはすでに存在していたと考えられている。現在見られる天守は、天和元年（1681年）に2代水谷勝宗が造営したとされるが、慶長5年（1600年）に小堀政次、政一が建てたものを、2代水谷勝宗が改修し、現在のような姿になったともいわれる。
現存する天守は、2層2階で、西面に半地下のようにして付櫓（廊下）が附属する複合式望楼型天守である。現在は西面に附属する付櫓（廊下）に開けられた出入り口から入ることができるが、当初は、八の平櫓から渡櫓を経て天守へ至った。また天守に通じる石段は、敵の侵入を遅らせるために、直角に曲げられている。1階には、調理や冬の暖をとるために長囲炉裏が掘られているが、城内で火を使うことは禁じられ、ほとんど使われることはなかったといわれている。一段高い場所にある「装束の間」は、城主の御座所であるとされ、また城が攻められた時に城主が自害をするための場所であるともされる。2階には、愛宕権現や成田明神など9柱の神を祀った「御社壇（ごしゃだん）」と呼ばれる舞良戸で仕切られた部屋がある。外観は、建物高さが約11mほどで現存する12か所の天守の内では最も小規模であるが、12か所の内では最も高所にある。腰板張りで1重目の唐破風出窓や2重目の折れ曲がり出窓など、縦連子窓を多用し、1重目屋根には、西面に千鳥破風、北面・東面に入母屋破風、南面に向唐破風が付けられている。

## 問題点

### 石垣崩落の危険性
大手門跡の後方にそそり立つ巨岩と、その上に載る厩曲輪石垣は圧巻である。しかしながら、巨岩の割れ目に貫入した樹木の成長により、割れ目が次第に大きくなっている。更に巨岩の上に載る石垣の重みで岩のズレを生じている。これらの影響で上部の石垣が変形しつつあり、将来崩落する危険を孕んでいる。
このため、平成11年（1999年）より高梁市教育委員会は京都大学防災研究所と共同で、岩盤斜面にペルー・マチュ・ピチュ遺跡などで地滑りの観測をしているのと同様の不安定岩盤斜面監視システムを設置し、調査・観測している。

### 獣害
臥牛山には野生の猿が生息しており建造物に登り壁や瓦を破損させるなどの被害が出ていた。このため平成の復元整備の際に、主要建造物の周囲に高圧電線の柵を張り巡らせ侵入を防止する対策を施している。また、登城道路脇にはフェンスが張られ、猿と同時に猪が麓に降りて農作物を荒らす被害を防止している。

## 雲海

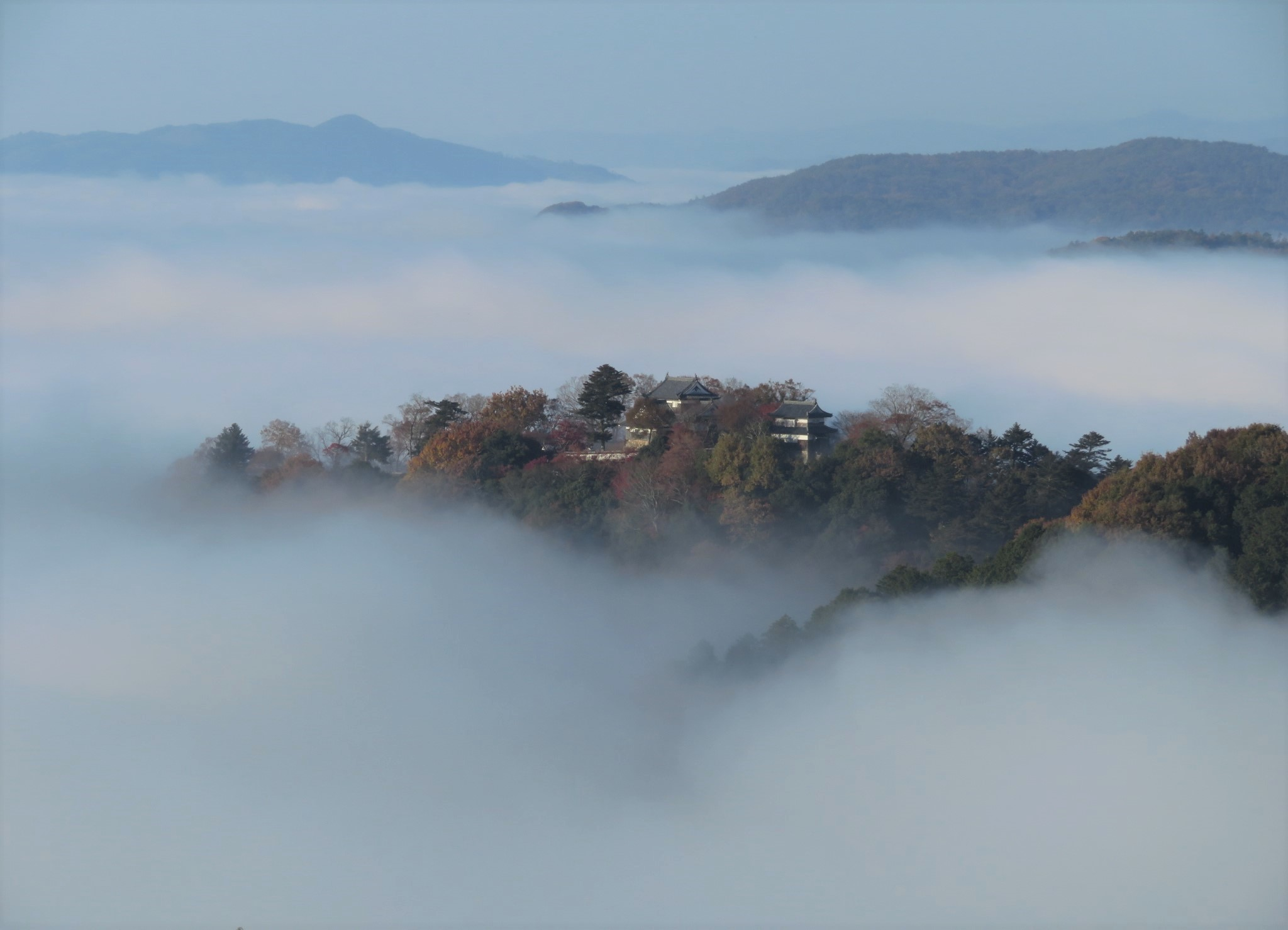
雲海展望台から望む松山城（2021年11月）

竹田城（兵庫県）のように時期や条件などが合えば雲海に浮かぶ姿が見られ、その姿は天空の城と称される。本丸とは離れた位置にある雲海展望台（雲海に浮かぶ備中松山城を望む展望台）から見ることができる。
- 時期：9月下旬から4月上旬の早朝、特に10月下旬から12月上旬は可能性が高い。12月から2月末までは積雪になる事もあるので注意。時間は明け方から午前8時頃まで。
- 条件：風がなく、よく晴れて、寒暖差（前日の日中と当日朝の気温差）が大きい事[12][10]。現地の濃霧注意報などを参考にする事。

## 交通アクセス

### 本丸
標高87mのところに松山城登山口バス停、標高196mに城見橋公園駐車場（110台、駐車無料）、標高291mにふいご峠駐車場（14台、駐車無料）がある。
土日祝日及び観光シーズンの平日は、城見橋公園（城まちステーション）⇔ふいご峠の間をシャトルバスが運行しており、同区間において自家用車は通行禁止となる。そのため、自家用車は城見橋公園で駐車後、シャトルバスに乗り換えてふいご峠まで行くことになる。シャトルバス運行期間外は自家用車でふいご峠まで行くことができる。
徒歩での天守までの所要時間は、ふいご峠からは約20分、城見橋公園からは約40分、松山城登山口バス停からは約50分、備中高梁駅からは約90分。
自家用車
- 岡山自動車道 賀陽ICより車で約30分（城見橋公園駐車場まで）。
土日祝日及び観光シーズンの平日には、城見橋公園（城まちステーション） - ふいご峠間でシャトルバス（往復500円、約15分間隔、約5分）が運行される。ふいご峠下車後徒歩約20分。

観光乗合タクシー
JR西日本備中高梁駅西口より
- 備中松山城観光乗合タクシー : 前日17:00までに高梁市観光案内所（高梁市複合施設2階）へ要予約。年中無休で1日往復4便運行する。ふいご峠まで約10分（片道1人1,000円）[13]。ふいご峠下車後徒歩約20分。

路線バス
JR西日本備中高梁駅西口の高梁市複合施設1階 高梁バスセンター発
- 備北バス : 高梁市内循環で約10分、松山城登山口下車（片道170円）。登山道を徒歩50分。

### 雲海展望台

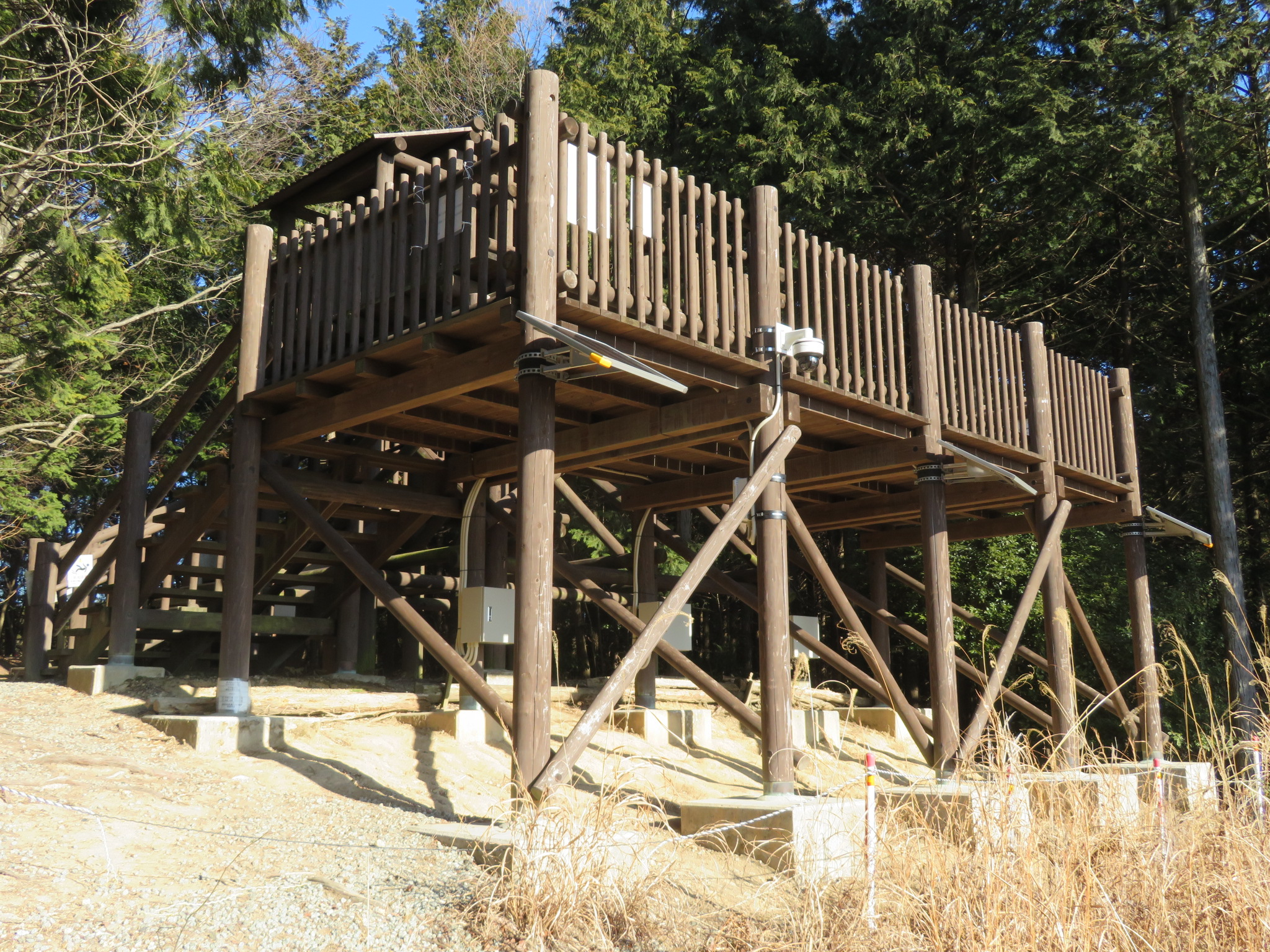
雲海展望台の展望デッキ

備中松山城雲海展望台（雲海に浮かぶ備中松山城を望む展望台）の位置は、備中松山城の臥牛山とは別の山にあるため、備中松山城とは違う道を通ることになる。賀陽ICから車で約10分と近く、国道484号の高梁市松山地内から市道を入り約3.7km先に位置する。展望台付近に駐車スペースがあるものの台数が非常に少なく、混雑期は付近の路上へ縦列駐車を行う必要がある。
自動車
- 岡山自動車道 賀陽ICより車で約10分。
道路から展望台まで徒歩約1分。

観光乗合タクシー
JR西日本備中高梁駅西口より
- 雲海展望台観光乗合タクシー : 前日17:00までに高梁市観光案内所（高梁市複合施設2階）へ要予約。10月～3月の早朝2便。備中高梁駅からの送迎と、雲海展望台の見学を含めた、所要時間約70分のコース（1人3,000円）[13]。

徒歩では備中高梁駅から約3時間（12km）のため、推奨されない。

## 利用案内
- 開城時間
  - 4月〜9月：9時〜17時30分
  - 10月〜3月：9時〜16時30分
入城は閉城時刻の30分前まで。
- 休城日：12月29日〜1月3日（本丸）
- 入城料：大人 500円、小中学生 200円、団体割引あり

## その他

### ロケ地
大河ドラマ『真田丸』のオープニング映像に使用された。真田氏とは無関係の城だが、岩山の上に残る城郭が真田氏の居城のイメージに近かったことから、NHKのディレクターの目に留まり、ロケ地に選ばれた。

### 猫城主
猫城主として「さんじゅーろー」がいる。元々は2018年7月1日に引き取られた飼い猫だったが、同月14日の平成30年7月豪雨の際にベランダから失踪した。その1週間後に当城にて発見されて、世話されているうちに城に居着くようになり「城主」の呼び名が浸透した。高梁市観光協会が元の飼い主を探していたところ、同年10月中旬に見つかったが、城に居着いてしまったことから観光協会に譲渡が決まった。被災から激減していた観光客数は「さんじゅーろー」人気でV字回復していたものの、同年11月4日にも再度失踪し、同月23日に発見されて以降は獣医師のもとでのルールを決めた上で猫嫌いな訪問者にも配慮することとした。2018年12月16日には正式な猫城主として「再入城の儀」を行った。（備中松山城 猫城主 さんじゅーろー（高梁市観光協会））